# عبدالسلام صبره
عبدالسلام صبره (انگلیسی: Hassan al-Amri؛ زادهٔ ۱ ژانویه ۱۹۱۲ – درگذشتهٔ ۲ فوریه ۲۰۱۲) یک سیاست‌مدار اهل یمن بود. وی سه بار بین سال‌های ۱۹۶۹ تا ۱۹۷۱ نخست‌وزیر جمهوری عربی یمن بود. عبدالسلام صبره در ۲ فوریه ۲۰۱۲ در سن  ۱۰۰ سالگی درگذشت.